# Sansar Salvo
Sansar Salvo, pseudonimo di Ekincan Arslan (Kadıköy, 18 agosto 1989), è un cantante e rapper turco. Le sue canzoni più conosciute sono Seremoni Efendisi, Psikopat Yazar,Öldü Sanma e Paranı Verdim.

## Discografia
- Son Koz (EP) (2002)
- Muazzam Perdah (2003)
- Rapertuar (2004)
- Kontrol Kalemi (Rapozof ile) (2005)
- Zincirleme Kaza (2005)
- Psikopat Yazar (2005)
- Serkeş Lirik (2005)
- Keşmekeş (Rahdan ile) (2005)
- 3'ün 1'i (Rapozof & U.L.A.Ş ile) (2006)
- Tabutta Rövaşata (Mixtape) (2006)
- III. Dünya Savaşı (2006)
- Yegane Serenat (2007)
- Paranı Verdim (2007)
- 21 Gram (Mixtape) (2007)
- Gündüz Düşü (Mixtape) (2008)
- Livetape Vol. 1 (2008)
- Adrenalin (2008)
- Sanstape Vol. 1 (2008)
- Sanstape Vol. 2 (2009)
- Sanstape Vol. 3 (2009)
- Alcatraz Connectionz (2009)
- Seremoni Efendisi (2009)
- Bıkana Kadar (2009)
- Sanstape Vol. 4 (2010)
- Ağır Siklet (Bootleg) (2010)
- Panik Anı (Bootleg) (2010)
- Son Nesil (Mixtape) Vol. 1 (2011)
- Misafir (Bootleg) (2011)
- Gökyüzü (2012)
- Kayıt Dışı (2013)
- 24. Şarjör (2013)
- Yakında Sans (2016)
- Şimdi Şans (2017)